# Ортис, Матео
Луис Матео Ортис Лара (исп. Luis Mateo Ortiz Lara; род. 31 января 2000, Гуаякиль) — эквадорский футболист, полузащитник клуба «Индепендьенте дель Валье». Выступает на правах аренды в клубе «Шериф».

## Клубная карьера
Ортис — воспитанник клубов «Рокафуэрте», «Эмелек» и «Индепендьенте дель Валье». 14 октября 2020 года в матче против «Мушук Руна» он дебютировал в эквадорской Примере в составе последнего. В 2021 году игрок помог клубу выиграть чемпионат. 15 мая 2022 года в поединке против «Текнико Университарио» Матео забил свой первый гол за «Индепендьенте дель Валье». В 2022 году он помог команде завоевать Южноамериканский кубок и Кубок Эквадора.
В начале 2023 года Ортис на правах аренды перешёл в финскую «Хонку». 5 апреля в матче против ХИКа он дебютировал в Вейккаус лиге.
В январе 2024 года футболист на правах арендного соглашения присоединился к молдавскому «Шерифу».

## Достижения
«Индепендьенте дель Валье»
- Победитель эквадорской Примеры: 2021
- Обладатель Южноамериканского кубка: 2022
- Обладатель Кубка Эквадора: 2022